# Musquito
Musquito (1780-25 février 1825) était un bushranger et résistant aborigène australien sévissant en Tasmanie. Il était aussi connu sous les noms de Musquetta, Bush Muschetta, Muskito, et même Yerrangoulaga. Certains historiens le décrivent comme un vaillant résistant de la cause aborigène, d'autres comme un sanglant criminel.

## Biographie
D'origine Eora, il est documenté une première fois par le Sydney Gazette comme Bush Muschetta en 1805, identifié comme un bushranger perpétuant des meurtres pour freiner l'avancée des colons sur la rivière Hawkesbury. Il est capturé le 6 juillet 1805, envoyé en exil sur l'île de Nortfolk. Lors de l'évacuation de l'île, il est envoyé en Tasmanie en janvier 1813. En août 1814, le gouverneur Macquarie lui accorde le droit de revenir en Australie, mais ses services de lutte contre les bushrangers de Tasmanie le cloue sur l'île. Le 4 octobre 1818, il trouve et tue le bushranger Michael Howe.
En juin 1823, le révérend William Horton le rencontre. Il le décrit alors comme fort physiquement et intellectuellement agile, mais vivant au sein d'un « tame gang », ces groupes d'aborigènes « détribalisés » vivant dans des bidonvilles en bordure des nouvelles villes.
Musquito est condamné à la peine de mort en 1824 à la suite de l'attaque d'une ferme à Grindstone Bay. Son incrimination dans le meurtre de plusieurs fermiers a été établi par le seul survivant de l'attaque qui déposa son témoignage devant la cour suprême. Certains historiens doutent cependant que Musquito ait perpétré ces meurtres, vu que la ferme faisait l'objet d'une attaque d'aborigènes non-affiliés à Musquito au moment des faits. Plusieurs attaques s'ensuivent qu'on associe à Musquito sans pouvoir confirmer son implication avec certitude. Le Sydney Gazette l'associe à d'autres groupes criminels (Black Tom) alors que les historiens ne peuvent pas établir de liens entre les deux groupes. Sur la base de deux attaques dans lesquelles Musquito était présent, le Sydney Gazette lui en attribue dix en plus.
Il est capturé par un aborigène nommé Tegg et qui avait grandi dans la propriété d'un homme blanc (le chirurgien Edward Luttrell) dans la région de Hawkesbury où Musquito sévissait vingt ans plus tôt (les deux hommes se connaissaient probablement). Il est jugé devant une cour suprême en décembre 1824. Les aborigènes ne pouvant participer aux procès, Musquito fut jugé sans pouvoir se défendre, appeler un témoin ou s'en remettre à un conseiller. Les preuves contre lui sont fines mais sa condamnation à mort est prononcée, un jugement considéré brutal et arbitraire. Il est exécuté à Hobart, en Tasmanie, le 25 février 1825.
Son exécution est une des causes principales de la Black War, le peuple aborigène n'ayant jamais digéré cette exécution sans sommation,.